# Lokomotiva 704
Lokomotivy řady 704 (ve starém označovacím systému T 234.0, T 237.0 a T 238.0) jsou dvounápravové kapotové posunovací lokomotivy s elektrickým přenosem výkonu. První tři prototypy byly vyrobeny roku 1988, sériová výroba probíhala v letech 1991 až 1994 v ČKD Lokomotivce. Své uplatnění našly především v lehké staniční službě, kde v železničních stanicích a depech obstarávají posun. Stroje jsou velmi spolehlivé, hospodárné a mají dobré trakční vlastnosti. Lokomotivám se podle hranatého stavebnicového tvaru přezdívá Malé lego.

## Historie
V polovině 80. let již byly původní dvounápravové posunovací lokomotivy řad 700–703 díky svému stáří (první stroje vyrobeny v roce 1957) morálně zastaralé, slabé a nevyhovovaly nárokům tehdejšího provozu. Od ČSD i průmyslových podniků proto přišel požadavek na malou posunovací lokomotivu nové generace, splňující současné standardy. V ČKD proto začaly práce na lokomotivě řady T 234.0 (lehčí verze pro státní dráhy) a T 237.0 (těžší verze pro průmysl). Stejně jako o třicet let dříve v případě lokomotiv řady 700, i zde bylo rozhodnuto o použití lehkého automobilového motoru. Zvolen byl šestiválec LIAZ, upravený z nákladních vozů stejné značky. Celkem tři prototypy (dva drážní a jeden průmyslový) byly dokončeny na přelomu let 1988 a 1989 a poté podrobeny zkouškám. Po jejich absolvování bylo s drobnými změnami přikročeno k sériové výrobě, která byla zahájena v roce 1991. U průmyslové verze došlo ještě k mírnému nárůstu hmotnosti a ve starém značení byl typ přeznačen na T 238.0. První dvě lokomotivy byly exportovány do Maďarska, zbylé stroje zůstaly v Československu. O rok později byly vyrobeny první stroje také pro ČSD, poslední dodané exempláře však připadly rovnou nástupnickým ČD, které zároveň získaly všechny dříve dodané stroje. Výroba pokračovala až do roku 1994, kdy skončila výrobou poslední šestikusové série pro průmysl. Celkový počet vyrobených kusů tak dosáhl čísla 77. Na tento úspěšný typ však navázaly větší stroje řad 708 a 709, vyrobené taktéž v desítkách kusů pro tuzemsko i export.

## Technika

### Mechanická část

#### Spalovací motor
Lokomotivu pohání přeplňovaný čtyřdobý automobilový motor 6 Z 135 T (výrobce LIAZ) o zdvihovém objemu 13,74 l. Agregát podává maximální výkon 250 kW (u prototypů 220 kW). Jedná se o vodou chlazený šestiválec s přímým vstřikováním nafty. Ventilový rozvod je typu OHV. Vrtání válců činí 135 mm, zdvih pístů, opatřených třemi pístními kroužky, 160 mm. Každý válec má dva sací a dva výfukové ventily. Volnoběžné otáčky jsou na hodnotě 600 ot./min, maximální se mohou vyšplhat až na 1 800 ot./min. Maximální rychlost lokomotivy je 60 km/h.

### Elektrická část

#### Trakční motory
Trakční motory jsou typu TE 015 C. Jedná se o stejnosměrné čtyřpólové tlapové elektromotory, uložené v rámu u jednotlivých dvojkolí.

## Využití

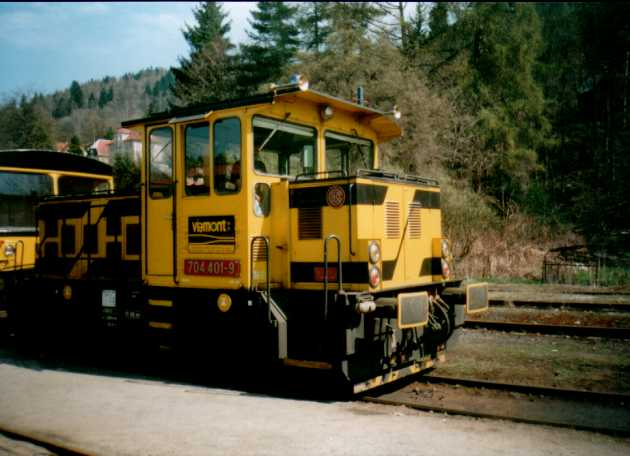
Lokomotiva 704.401 firmy Viamont

Řada 704 se v drážním provozu nejvíce uplatnila na staničním posunu. Její zavedení umožnilo ve větší míře rušit staré, tehdy už nevyhovující řady 700–703, na které také přestávaly být dostupné náhradní díly. Lokomotivy byly dodány do většiny velkých českých dep vždy po několika kusech, aby obsadily zálohy v depech či k posunu s vozy v osobních stanicích. Využívaly se i k vozbě osobních a lehkých nákladních vlaků, kde se ale projevoval jejich nízký výkon i hmotnost na nápravu, proto byly tyto výkony velmi omezené a spíše nouzové. Později je na těchto výkonech částečně nahradily větší a výkonnější stroje řady 708.
V průmyslu se stroje dobře uplatnily ve vlečkových provozech, kde slouží k posunu se soupravami např. při nakládání surovin do vozů či při manipulaci mezi jednotlivými závody. Mezi nejvýznamnější uživatele této řady patří např. AWT (převzaté stroje po firmě Viamont), ArcelorMittal Ostrava, SD-KD a další firmy. V provozu soukromých vlastníků se také některé lokomotivy dočkaly modernizací či remotorizací, do části strojů SD-KD tak byly například dosazeny motory Caterpillar, jinde stroje dostaly klimatizace stanovišť, elektronický řídící systém a další.